# Aleksandar Bresztyenszky
Aleksandar Bresztyenszky, hrvaški pravnik, profesor in politik * 6. september 1843, Prečec, † 9. maj 1904, Pleso.
Bresztyenszky je bil rektor Univerze v Zagrebu v študijskem letu 1880/81 in profesor na Pravni fakulteti.